# Nicolai Wael
Nicolai Wael (ur. 10 maja 1972 w Vallensbæk) – duński piłkarz występujący na pozycji obrońcy lub napastnika, trener piłkarski.

## Życiorys
W 1988 roku został juniorem KB, a w 1991 roku został włączony do pierwszej drużyny. 31 maja 1992 roku w barwach B 1903 zadebiutował w Superligaen, a jego klub przegrał wówczas z AGF 0:1. W rundzie jesiennej sezonu 1992/1993 znajdował się w kadrze FC København, rozgrywając jedynie mecze w Pucharze Intertoto i Pucharze UEFA. Następnie został piłkarzem Næstved IF, w barwach którego do 1996 roku rozegrał 88 spotkań ligowych. Po krótkim epizodzie w Lyngby FC grał w Vejle BK, a następnie w OB. W 2002 roku został zawodnikiem Sønderjylland, przemianowanym następnie na SønderjyskE. W tym klubie zakończył karierę na początku 2006 roku. Ogółem w Superligaen rozegrał 211 meczów, w których strzelił 31 goli.
Po zakończeniu kariery piłkarskiej został asystentem trenera w SønderjyskE, a w 2009 roku rozpoczął pełnienie identycznej funkcji w Vejle BK. W latach 2011–2013 był trenerem VBK Kolding. W kwietniu 2013 roku zastąpił Thomasa Thomasberga w roli trenera piłkarzy FC Fredericia. Dwa lata później w wyniku serii piętnastu meczów bez zwycięstwa został zwolniony z klubu. Następnie został trenerem Ringkøbing IF. W 2017 roku awansował z tym klubem do 2. division. Wskutek słabych wyników w czerwcu 2020 roku zwolniono go z funkcji trenera Ringkøbing. W 2021 roku został dyrektorem sportowym w tym klubie.

## Statystyki ligowe
| Sezon         | Klub                | Liga        | Mecze | Gole |
| ------------- | ------------------- | ----------- | ----- | ---- |
| 1991/1992 (w) | Boldklubben 1903    | Superligaen | 1     | 0    |
| 1992/1993 (j) | FC København        | Superligaen | 0     | 0    |
| 1992/1993 (w) | Næstved IF          | Superligaen | 14    | 0    |
| 1993/1994     | Næstved IF          | Superligaen | 17    | 1    |
| 1994/1995     | Næstved IF          | Superligaen | 30    | 2    |
| 1995/1996     | Næstved IF          | Superligaen | 27    | 4    |
| 1996/1997 (j) | Lyngby FC           | Superligaen | 13    | 0    |
| 1996/1997 (w) | Vejle BK            | Superligaen | 11    | 1    |
| 1997/1998     | Vejle BK            | Superligaen | 30    | 8    |
| 1998/1999     | Vejle BK            | Superligaen | 10    | 3    |
| 1999/2000     | Odense Boldklub     | Superligaen | 30    | 8    |
| 2000/2001     | Odense Boldklub     | Superligaen | 17    | 3    |
| 2000/2001 (w) | Silkeborg IF        | Superligaen | 4     | 1    |
| 2001/2002 (j) | Odense Boldklub     | Superligaen | 6     | 0    |
| 2001/2002 (w) | HFK Sønderjylland   | 1. division | ?     | 5    |
| 2002/2003     | HFK Sønderjylland   | 1. division | ?     | 9    |
| 2003/2004     | SønderjyskE Fodbold | 1. division | ?     | 14   |
| 2004/2005     | SønderjyskE Fodbold | 1. division | ?     | 10   |
| 2005/2006 (j) | SønderjyskE Fodbold | Superligaen | 1     | 0    |